# Theda Ukena
Theda (* 1432 in Oldersum; † 16. November 1494 in Greetsiel) war von 1466 bis etwa 1480 Regentin der Reichsgrafschaft Ostfriesland.

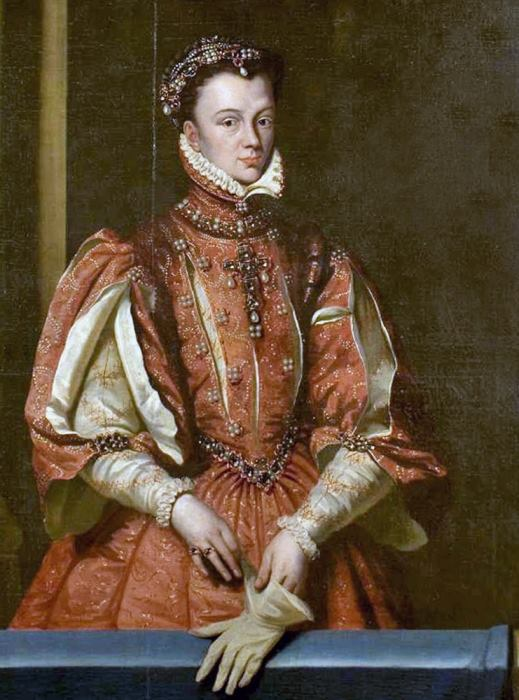
Theda Ukena, Gräfin von Ostfriesland (Gemälde in der Fürstengalerie im Auricher Schloss von etwa 1750)

## Leben
Theda Ukena war die Enkelin und Erbin des Häuptlings Focko Ukena (gestorben 1436). Dieser hatte seine Vormachtstellung in Ostfriesland 1430 an die Cirksena verloren, blieb aber weiterhin sehr vermögend und hinterließ ein großes Erbe.
Sie wurde 1432 in Oldersum als Tochter des Uko Fockena und Heba, der Tochter des Häuptlings Lütet Attena von Dornum und seiner Frau Ocka tom Brok, geboren. Sie war vermutlich nach ihrer Großmutter Theda von Reide, der ersten Frau Focko Ukenas, benannt. Ihr Vater wurde noch im Juni 1432 ermordet. Theda wurde damit alleinige Erbin der Ukenaischen Besitzungen.
1455 heiratete sie Ulrich I. aus dem Hause Cirksena und wurde so dessen zweite Ehefrau. Ulrich baute in jenen Jahren seine Vormachtstellung in Ostfriesland aus und war um Ausgleich mit den unterlegenen Häuptlingsgeschlechtern Ostfrieslands bemüht. Seine Eheschließung mit Theda gilt als Höhepunkt dieser Versöhnungspolitik. Da sie im vierten Grad miteinander verwandt sind, müssen sie eine Erlaubnis, eine Dispensation, beim Papst beantragen, die dann bald erteilt wurde. Theda brachte unter anderem Ansprüche auf Oldersum mit in die Ehe, was den regierenden Häuptling Wiard von Oldersum erheblich schwächte. Aus dieser Ehe gingen von 1457 bis 1465 sechs Kinder hervor: Heba, Gela, der spätere Graf Enno I., Edzard I. – als Graf von Ostfriesland „der Große“ genannt, Uco und Almuth.
1464 gelang es Ulrich, seine Landesherrschaft vom Kaiser legitimieren zu lassen, der ihn zum ersten Graf von Ostfriesland ernannte. Nach dem Tod Ulrichs 1466 übernahm Theda, unterstützt durch den Häuptling Sibet Attena, die Amtsgeschäfte des Hauses Cirksena. 1474 gelang es ihr, den Besitz des verstorbenen Häuptlings Cirk von Friedeburg gegen die Ansprüche von Gerhard VI. von Oldenburg für Ostfriesland zu sichern. Auch die im selben Jahre vom Graf erhobenen alten Ansprüche seines Hauses auf Aurich konnte sie abwehren. Zudem gab sie den in der Belehnungsurkunde Ulrichs niedergeschriebenen Anspruch auf die Landesherrschaft bis zur Unterweser nie auf.
Ab etwa 1480 übernahmen ihre Söhne Enno (1460–1491) und Edzard (1462–1528) die Regierung, ohne dass es zu einer förmlichen Herrschaftsübertragung kam. Theda zog sich jedoch mehr und mehr zurück. 1491 ereignete sich eine Familientragödie: Nachdem Tochter Almuth sich gegen den Willen ihrer Mutter mit dem westfälischen Adligen Engelmann von Horstell, dem Drosten der Friedeburg, verband und zu ihm auf die Burg flüchtete, versuchte ihr Sohn Enno, sie zurückzuholen. Als er den im Winter zugefrorenen Burggraben mit seiner schweren Rüstung überschritt, zerbarst das Eis und er ertrank. Theda ließ ihm zu Ehren einen Totenschild anfertigen, der noch heute in der Großen Kirche, heute Johannes a Lasco Bibliothek, in Emden im Bereich der Herrengruft an der Wand zu sehen ist. Ihre Tochter Almuth ließ Theda von Soldaten auf die Burg Greetsiel bringen, wo sie, abgesehen von einem erfolglosen Fluchtversuch, den Rest ihres Lebens verbrachte.
Engelmann wandte sich an Papst Alexander VI., der ihm die rechtmäßige Eheschließung mit Almuth bestätigte. Doch Theda weigerte sich, diese anzuerkennen und Almuth herauszugeben. Sie blieb in Greetsiel festgesetzt, wo sie die ersten drei Jahre ihrer Gefangenschaft mit ihrer Mutter verbrachte, die sich auf der Burg zur Ruhe setzte. Wie das Verhältnis der beiden zu dieser Zeit war, ist nicht überliefert. In ihrem Testament verfügte Theda, dass Almuth weiterhin auf der Burg wohnen solle. Außerdem sollten ihr jährlich 40 rheinische Gulden ausgezahlt werden, Geld, mit dem Almuth ein Kammermädchen, eine Magd und einen Bedienten bezahlen und ihren Lebensunterhalt finanzieren konnte. 1522 starb Almuth in Gefangenschaft auf der Burg Greetsiel. Sie wurde im Kloster Marienthal beigesetzt und schließlich in das Mausoleum der Familie Cirksena nach Aurich umgebettet.
Theda starb am 16. November 1494 in Greetsiel. Sie wurde im Kloster Marienthal beigesetzt.